# Валя-Кинепій
Валя-Кинепій (рум. Valea Cânepii) — село у повіті Бреїла в Румунії. Входить до складу комуни Уніря.
Село розташоване на відстані 152 км на північний схід від Бухареста, 24 км на південний захід від Бреїли, 120 км на північний захід від Констанци, 42 км на південний захід від Галаца.

## Населення
За даними перепису населення 2002 року у селі проживали 1408 осіб.
Національний склад населення села:
| Національність | Кількість осіб | Відсоток |
| -------------- | -------------- | -------- |
| румуни         | 1202           | 85,4 %   |
| цигани         | 205            | 14,6 %   |

Рідною мовою назвали:
| Мова      | Кількість осіб | Відсоток |
| --------- | -------------- | -------- |
| румунська | 1299           | 92,3 %   |
| циганська | 109            | 7,7 %    |

## Галерея

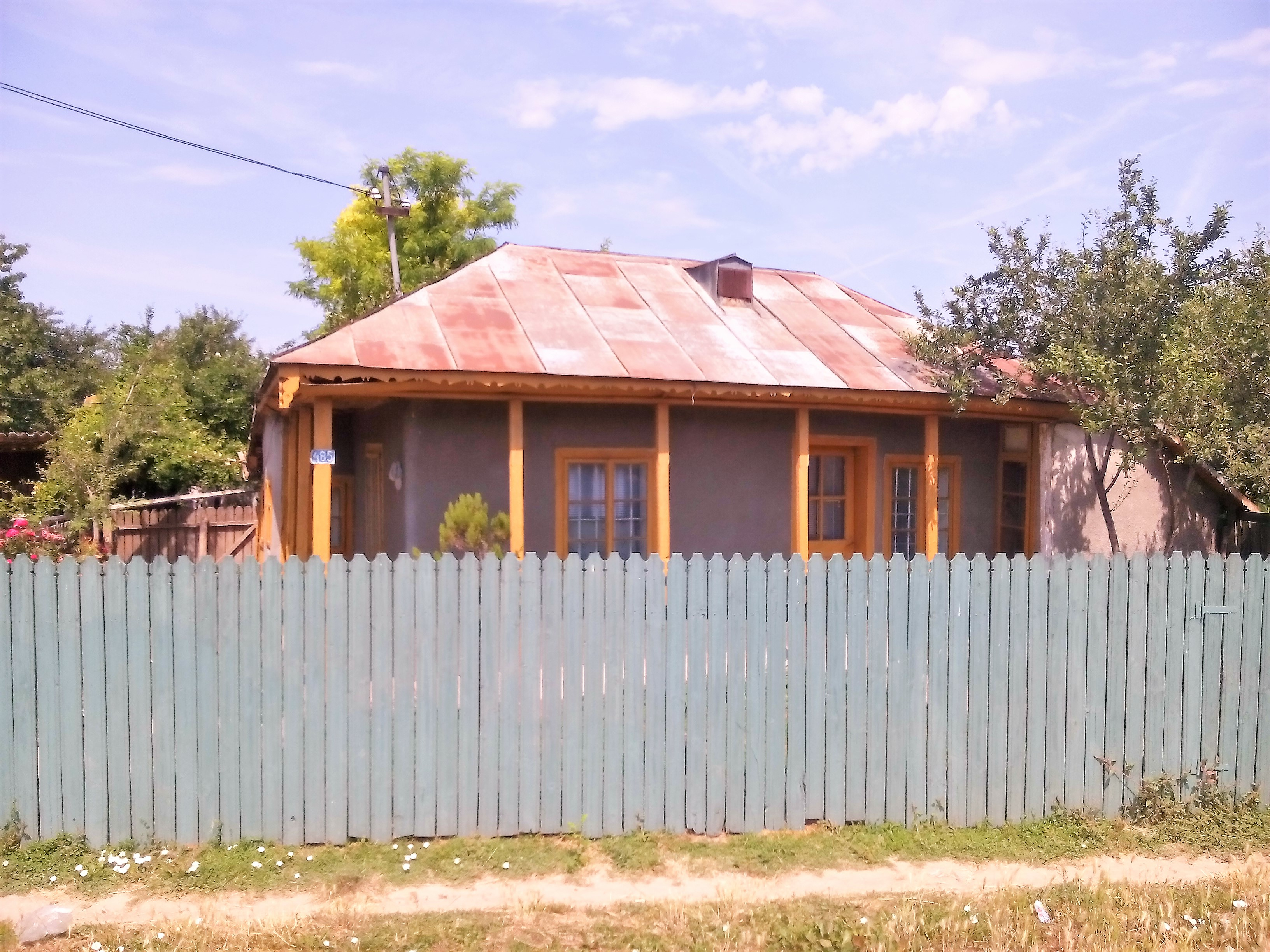
Хата в селі Валя-Кинепій
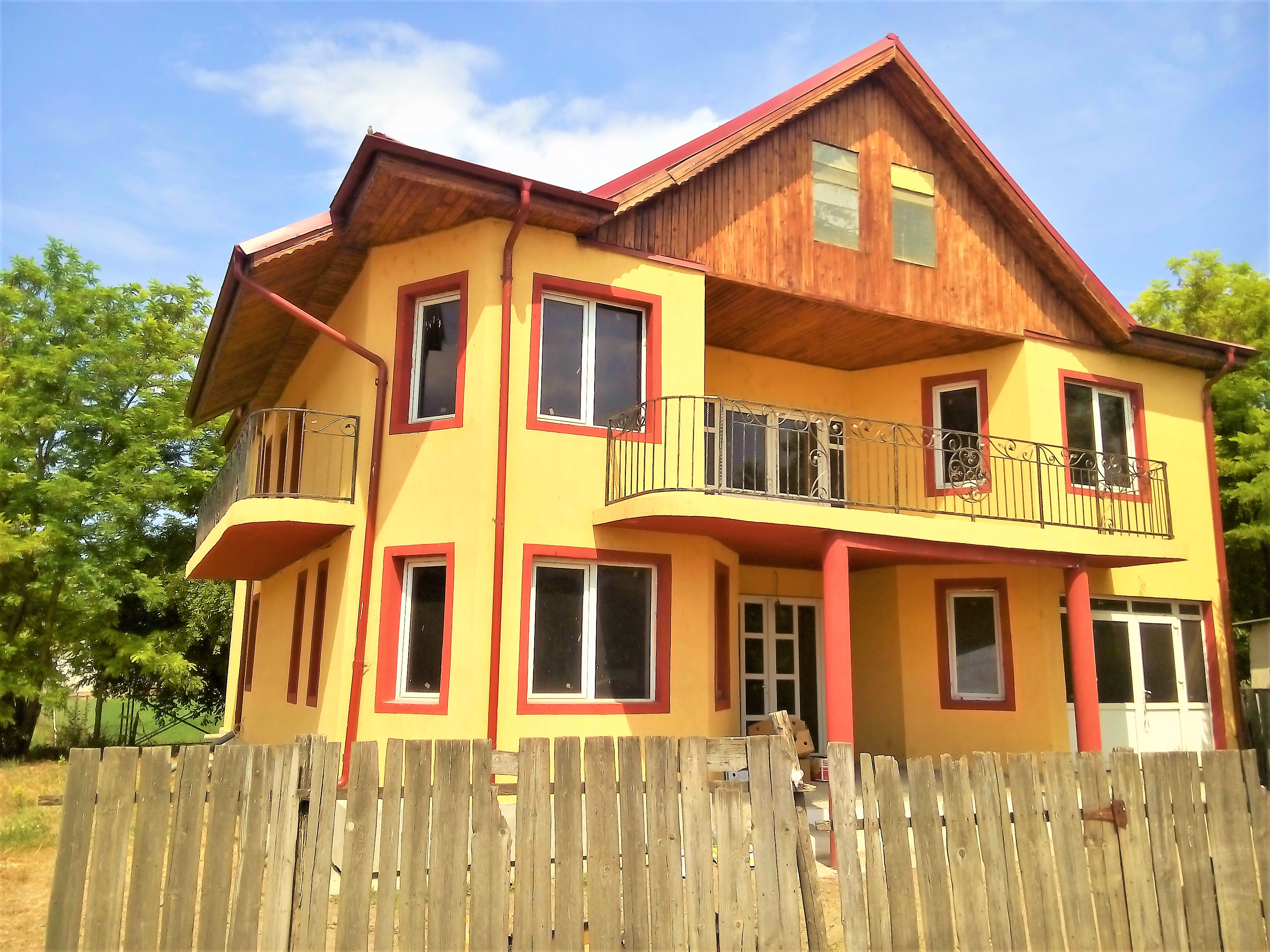
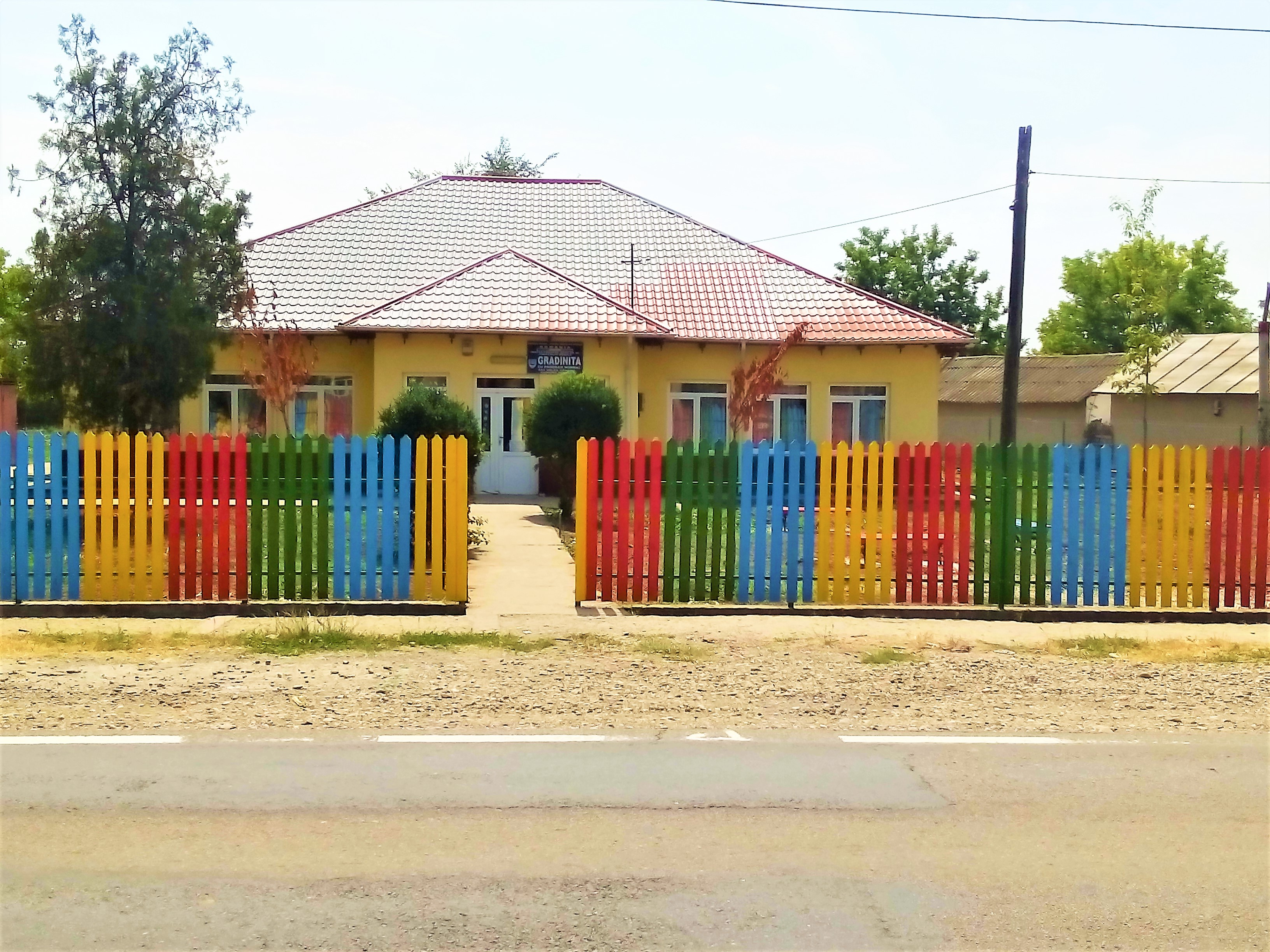
Дитячий садок
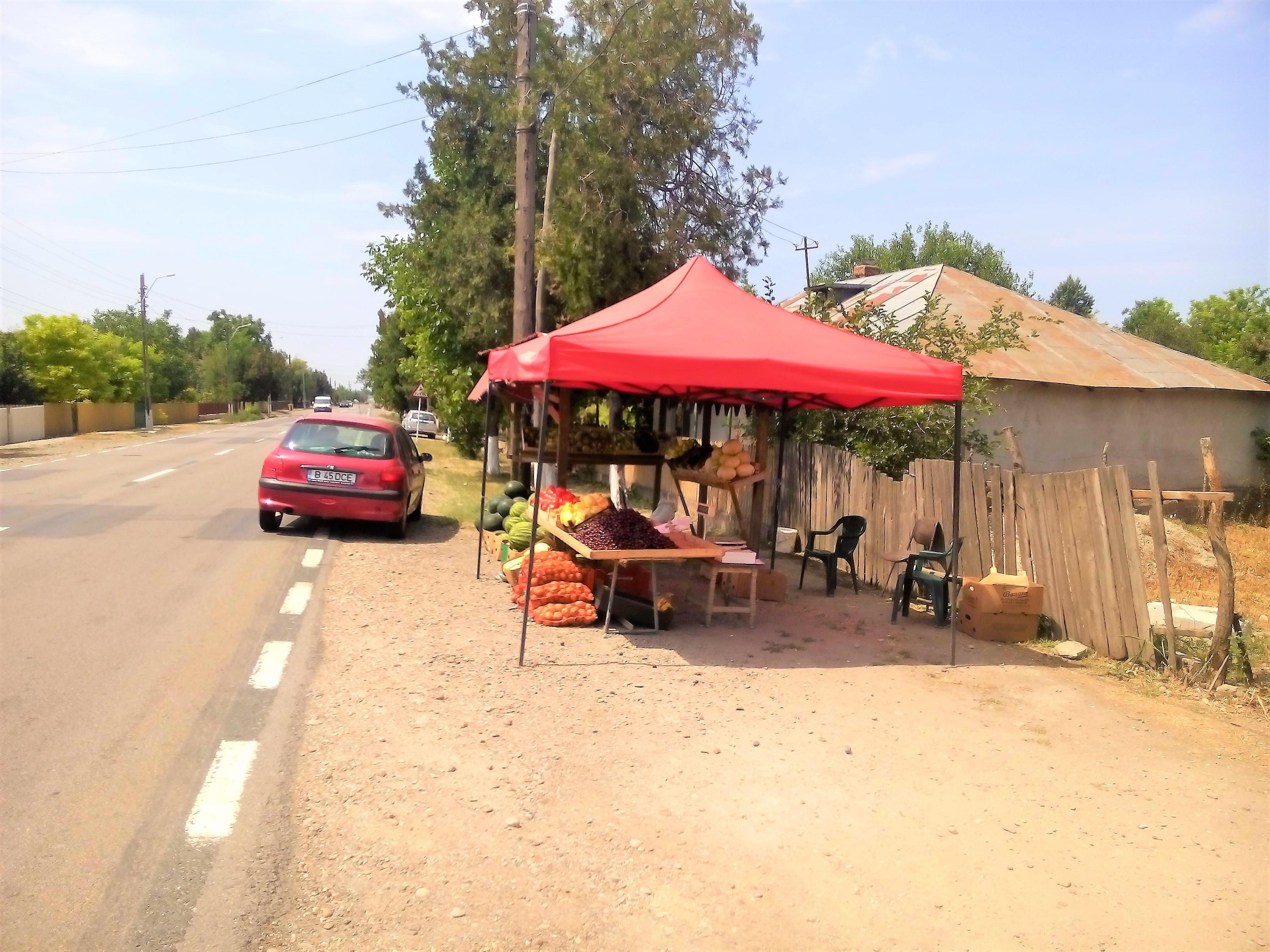
Торгівля з палатки
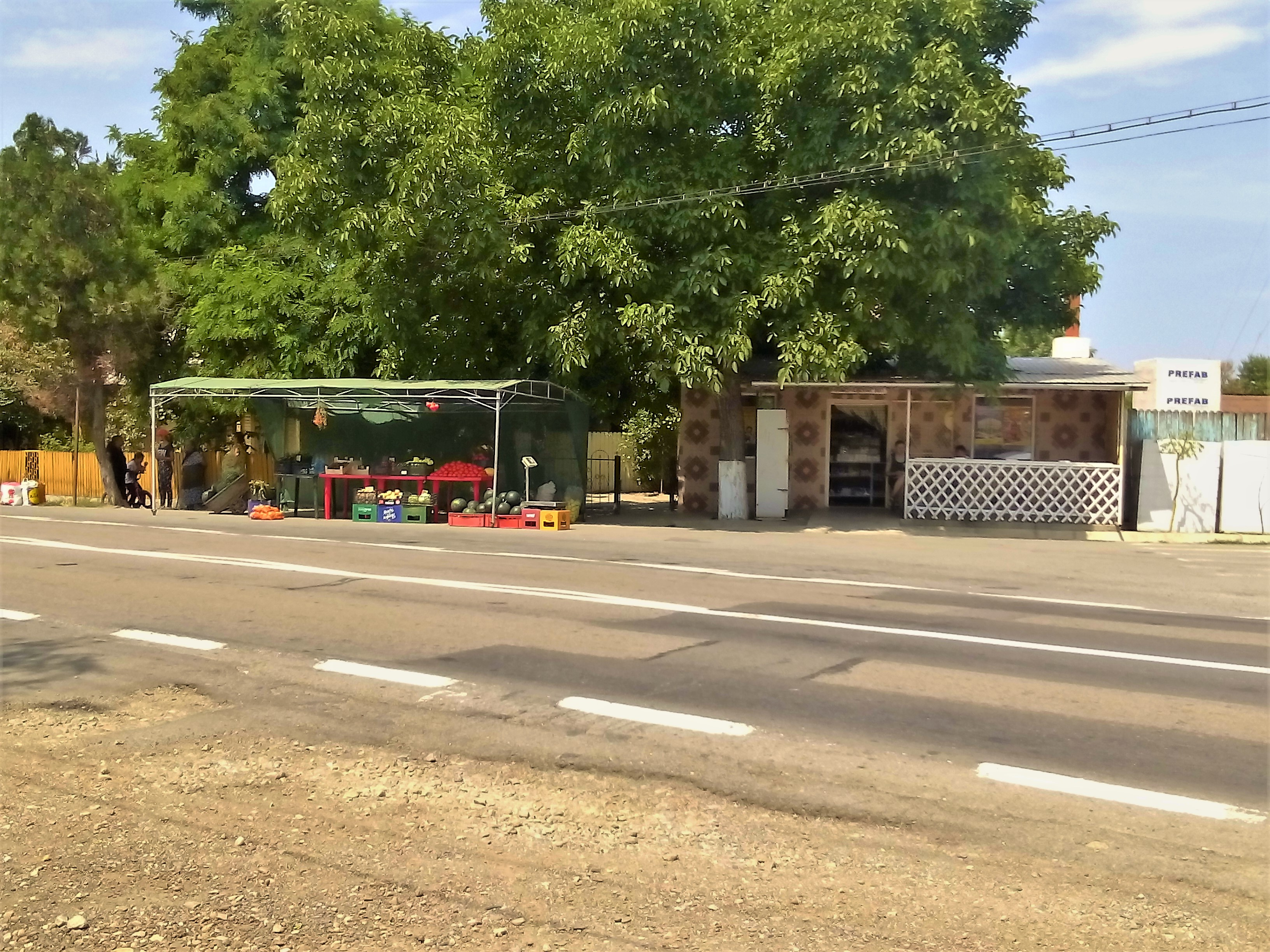
Торгівля з палатки
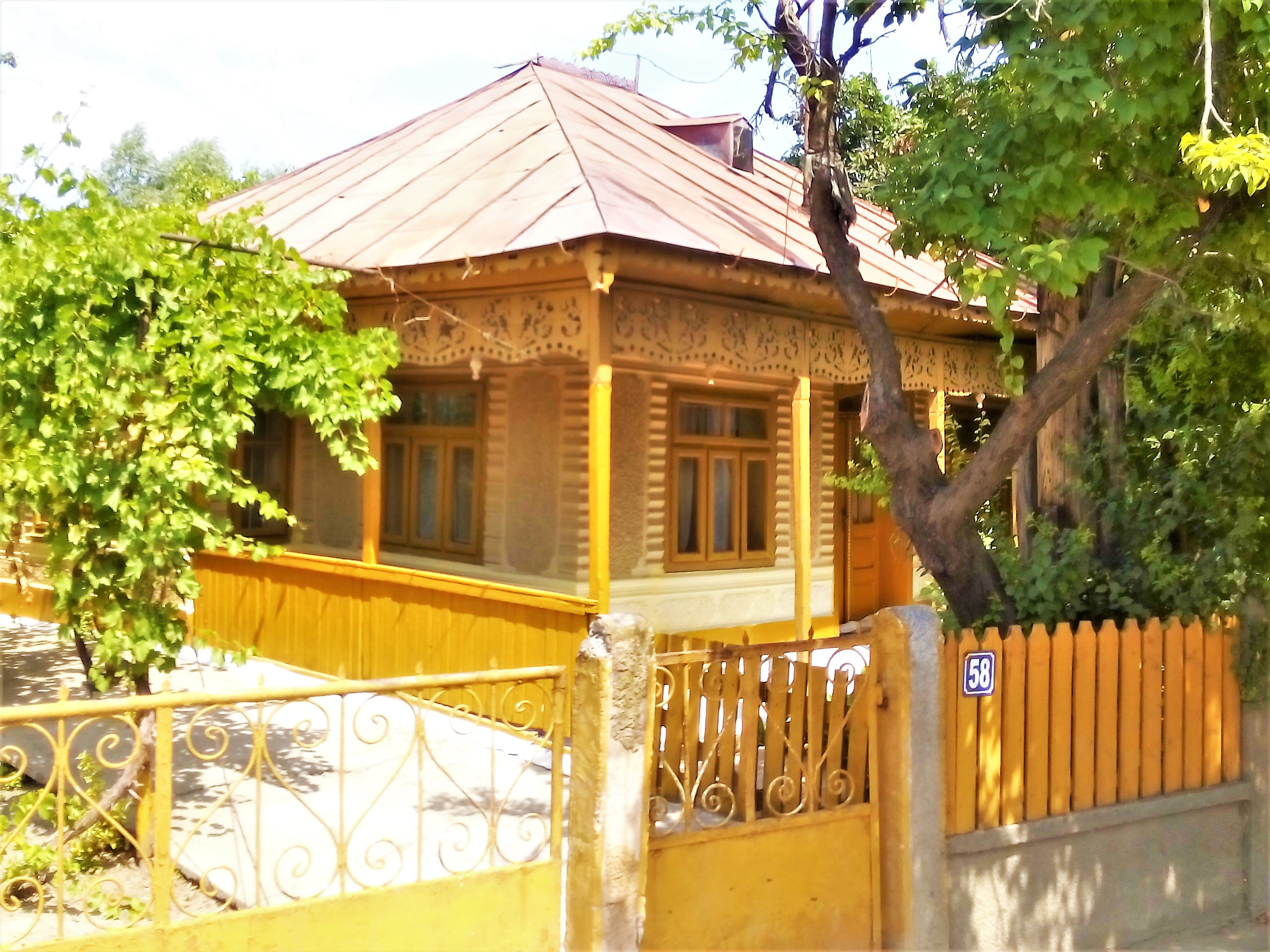
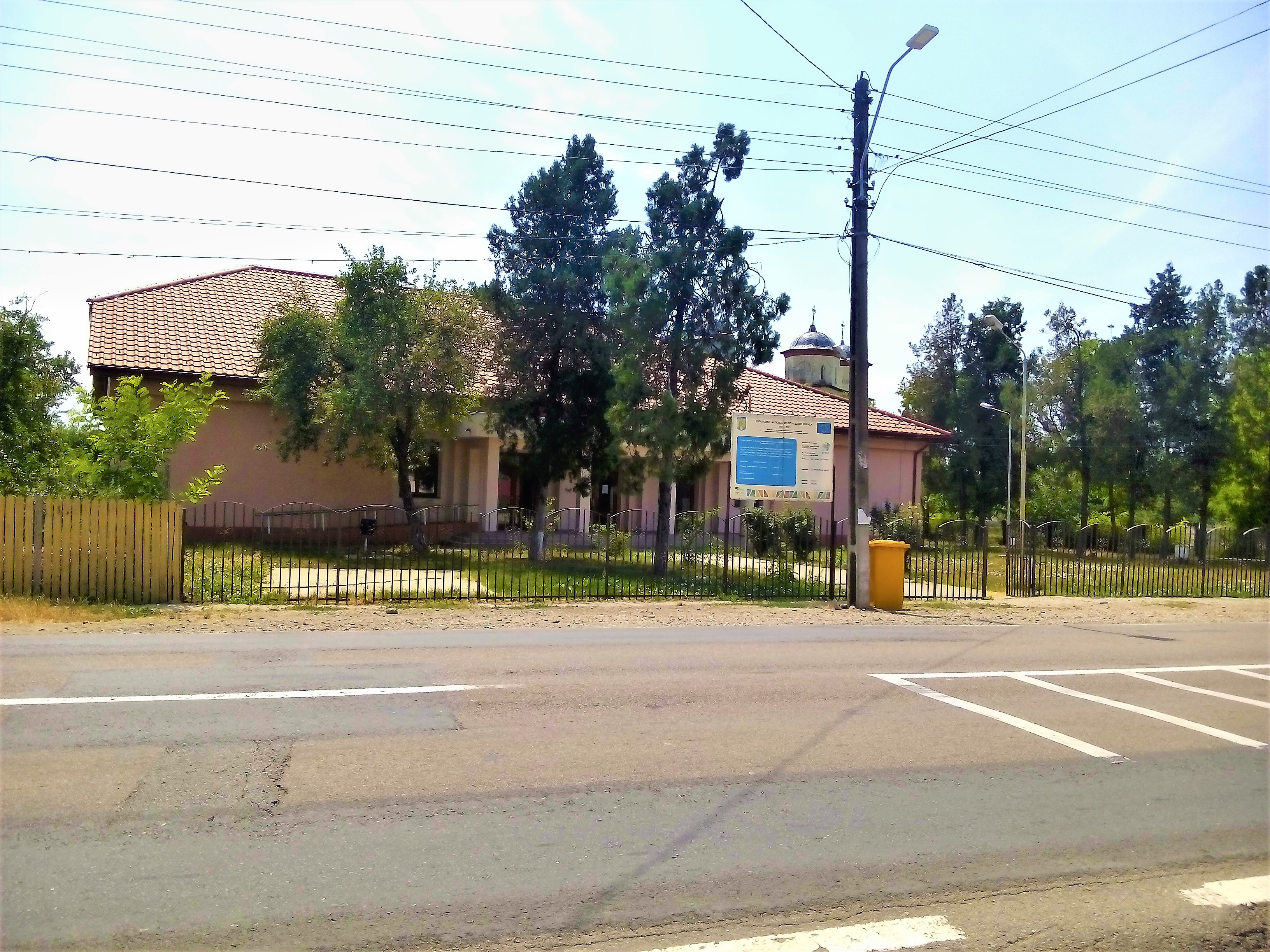
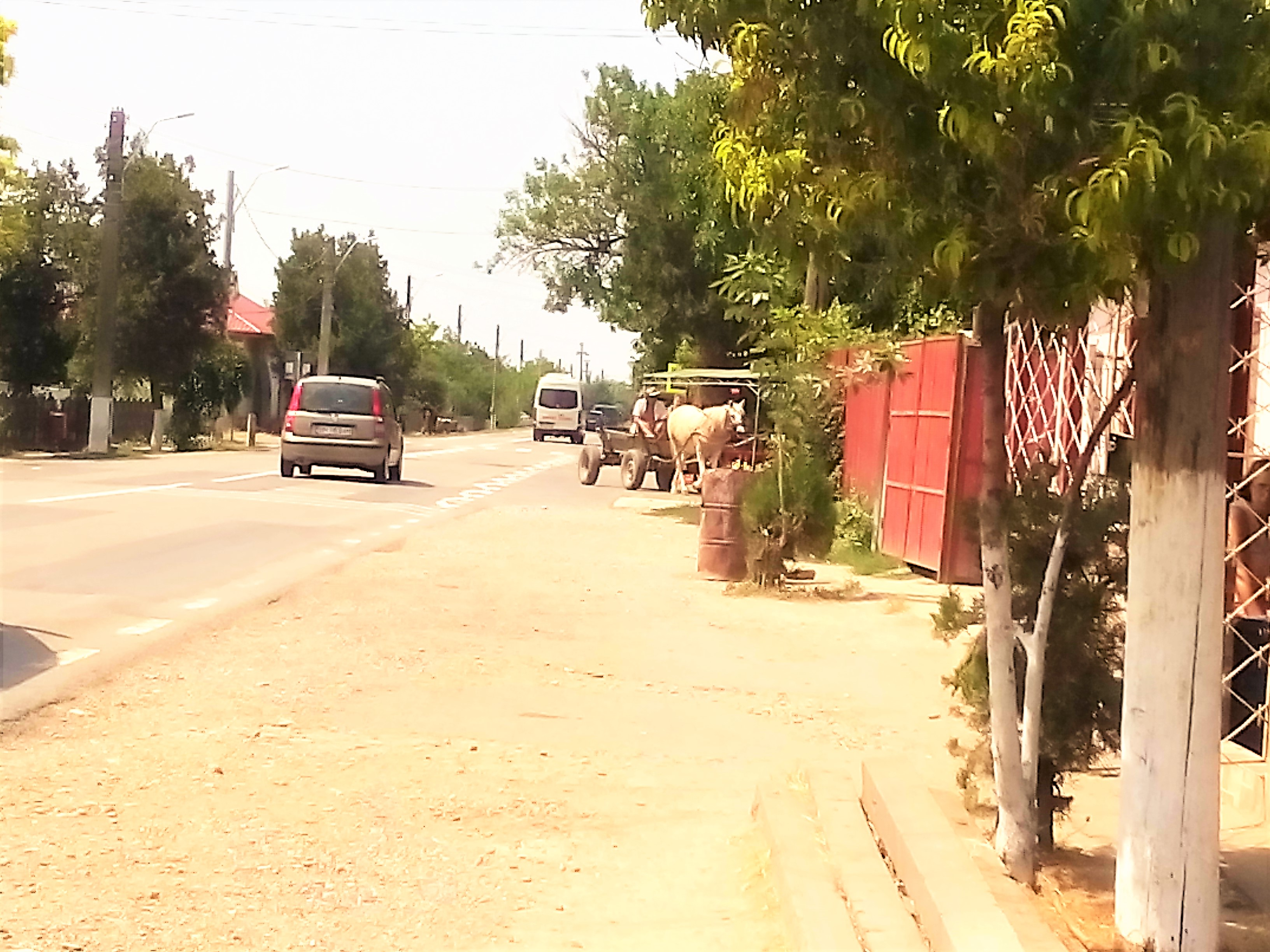
Віз - звичний транспорт у селі
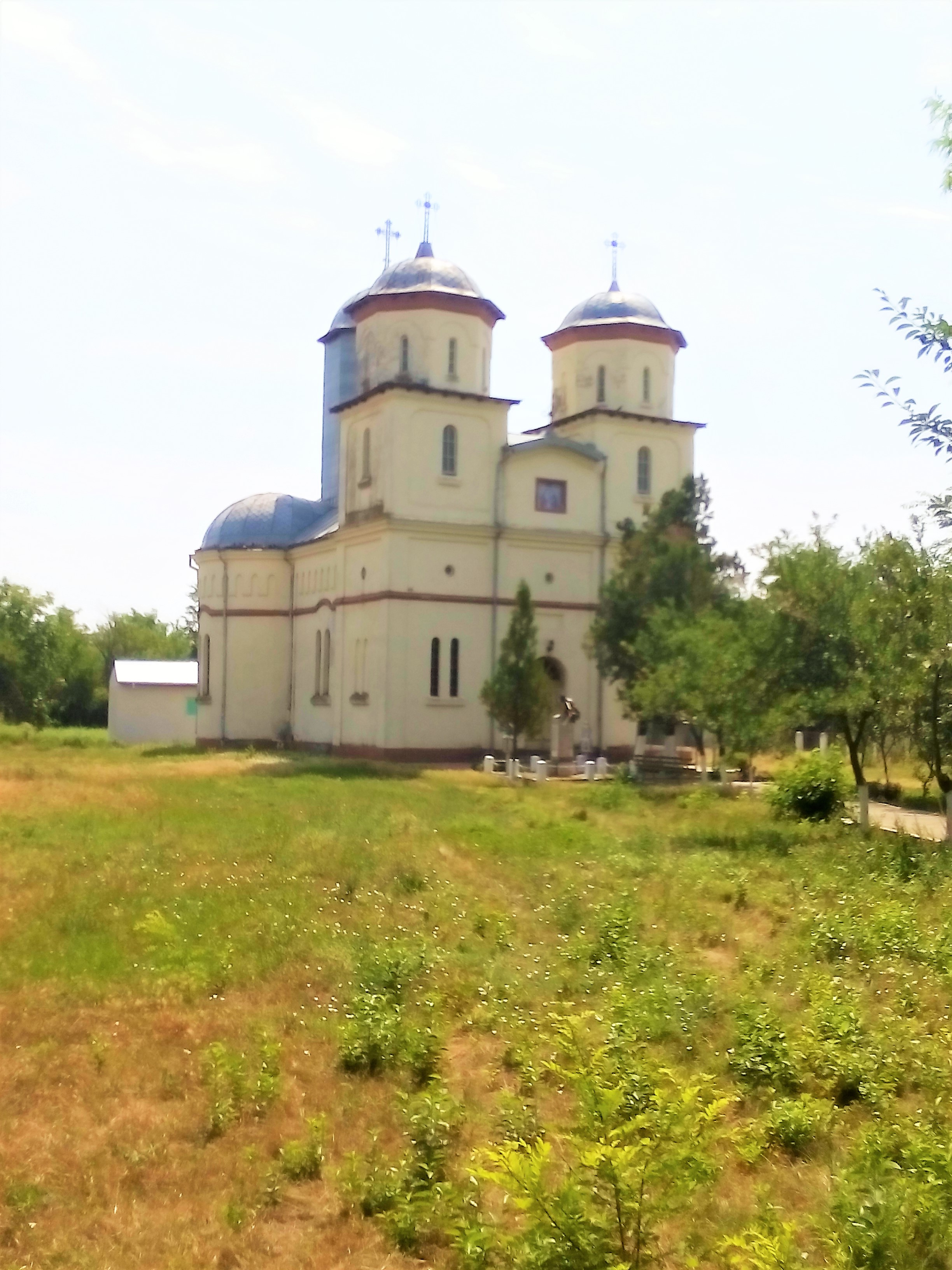
Румунська православна церква
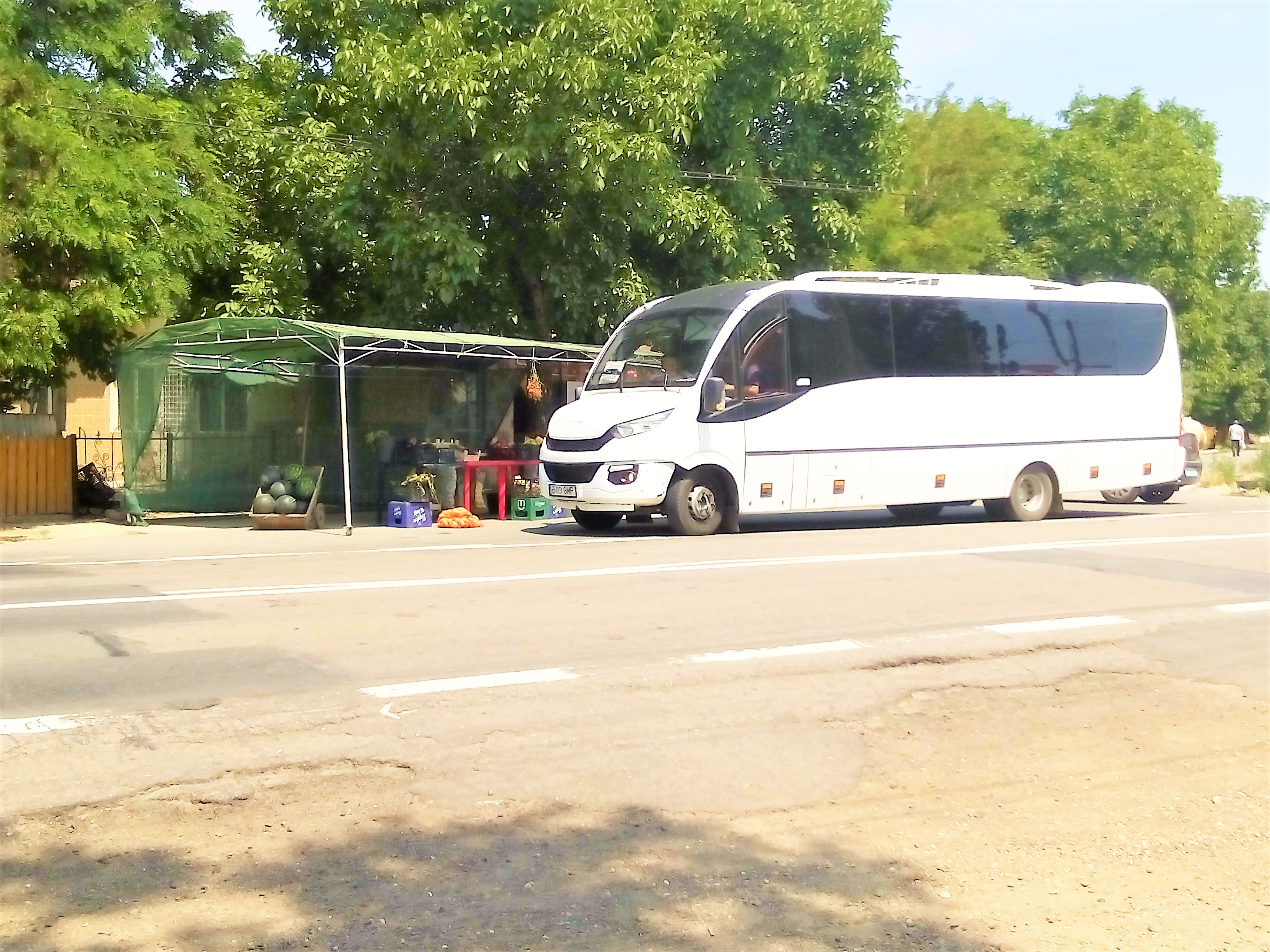
Автобус
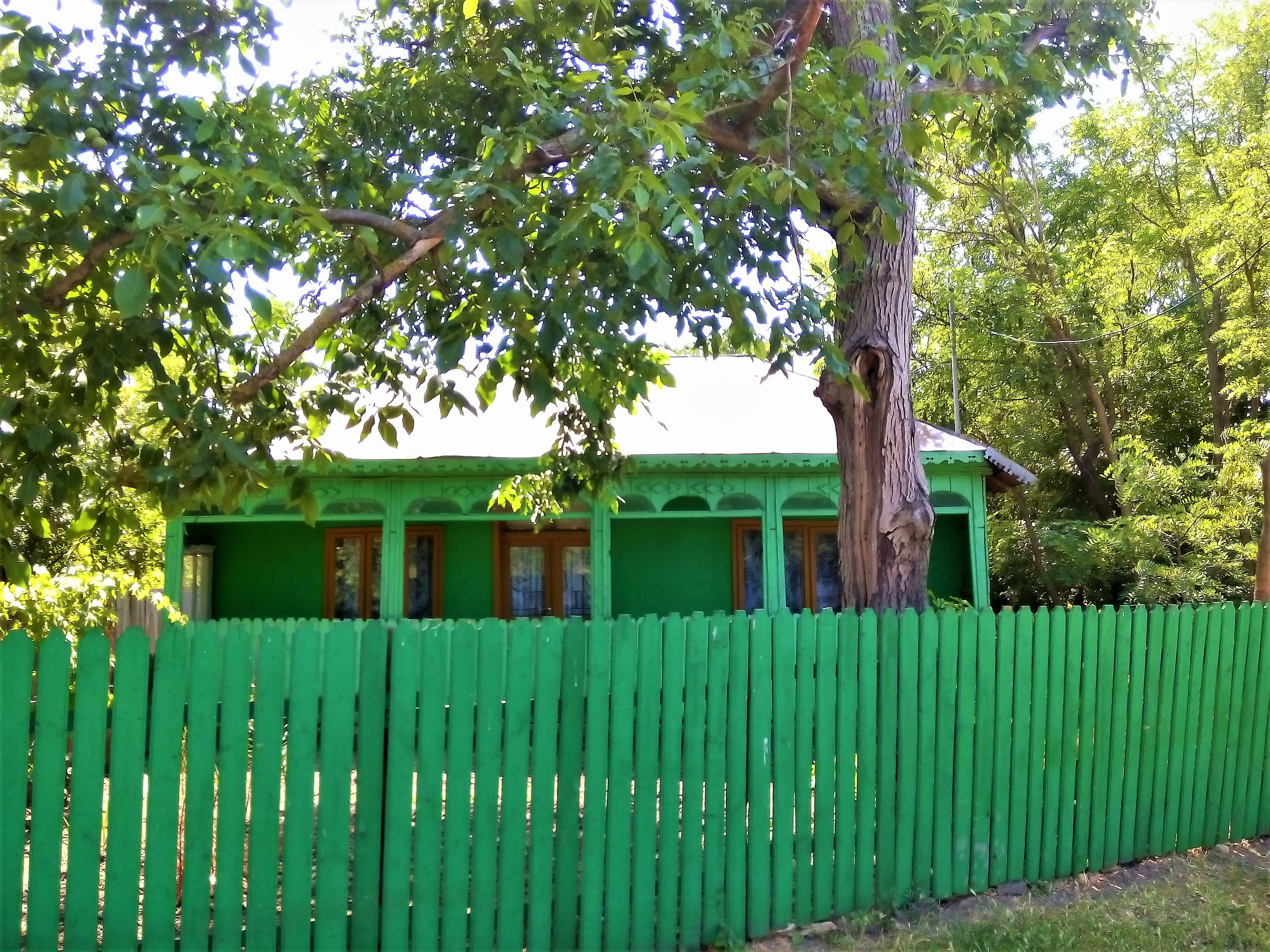
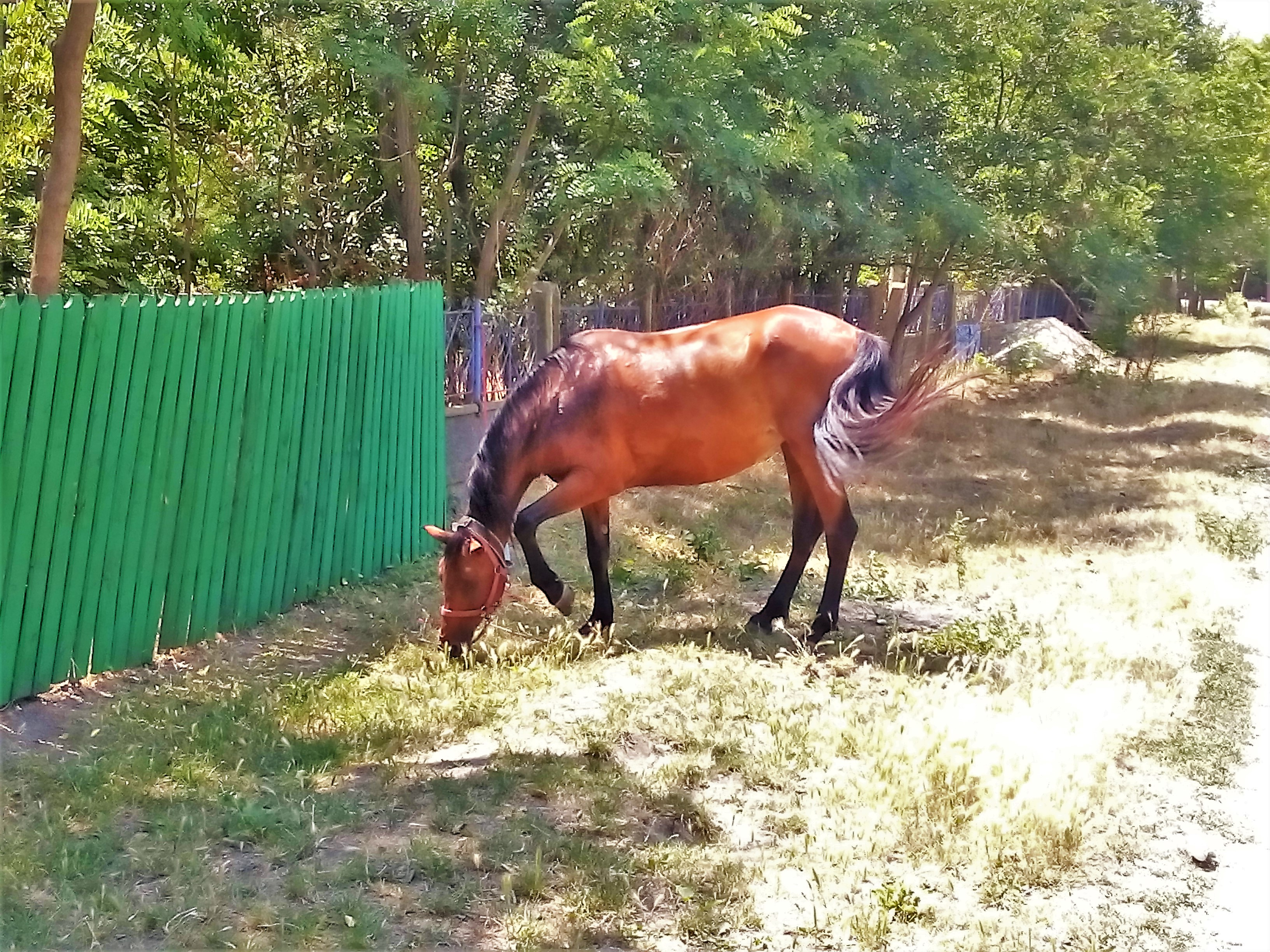
Кінь ще часто використовується у господарстві
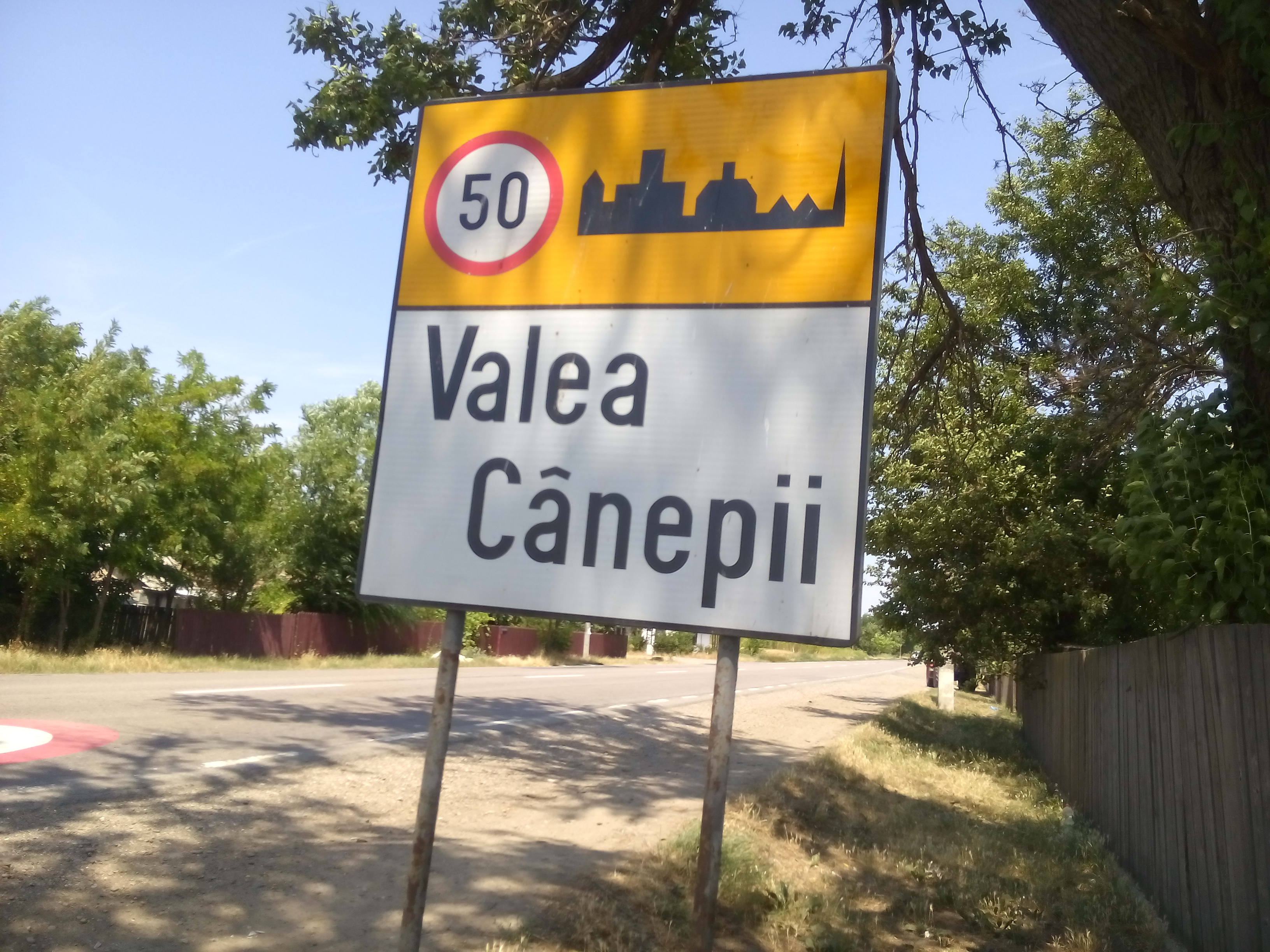
Табличка з назвою Валя-Кинепій